# Milan Galić
Milan Galić (serbisch-kyrillisch Милан Галић, * 8. März 1938 in Maleševci (Bosansko Grahovo); † 13. September 2014 in Belgrad) war ein jugoslawischer Fußballspieler.

## Karriere

### National
Nachdem Galić in Zrenjanin aufgewachsen war und sechs Jahre bei Proleter Zrenjanin in der Jugend gespielt hatte, kam er 1958 nach Belgrad. Dort verbrachte er acht Jahre bei Partizan Belgrad und wurde 1961, 1962, 1963 und 1965 jugoslawischer Meister.
Ebenso war Galić Mitglied der Mannschaft, die im Europapokal der Landesmeister 1965/66 gegen Real Madrid unterlag.
1966 wechselte er im Alter von 28 Jahren ins Ausland und gewann mit Standard Lüttich 1969 und 1970 zweimal die belgische Meisterschaft. Zwischen 1970 und 1973 spielte er für Stade Reims. Danach beendete er seine Karriere und kehrte nach Belgrad zurück. Nach seiner aktiven Karriere war er für den jugoslawischen Fußballverband tätig. 2014 starb er mit 76 Jahren.

### International
Galić feierte sein Debüt in der Nationalmannschaft am 31. Mai 1959 beim 2:0-Heimsieg über Bulgarien. Er absolvierte 51 Länderspiele und erzielte dabei 37 Tore.  Damit war er zweitbester Schütze seines Landes.
1960 erzielte er am 6. Juli in Frankreich das erste Tor in der ersten Fußball-Europameisterschaft und wurde mit seiner Mannschaft Vize-Europameisterschaft. Zwei Monate später gewann er bei den olympischen Spielen 1960 mit seinem Land die Goldmedaille. Mit 7 Toren wurde er Torschützenkönig.
Bei der WM 1962 erzielte er in der Vorrundengruppe einen Treffer gegen Uruguay und zwei Tore gegen Kolumbien. Sein letztes Länderspiel bestritt er am 9. Oktober 1965 in Paris beim 0:1 gegen Frankreich.

## Erfolge

### Im Verein
Partizan Belgrad
- Jugoslawischer Meister (4): 1960/61, 1961/62, 1962/63, 1964/65
  - Finalist Jugoslawischer Pokal: 1959/60
  - Finalist Europapokal der Landesmeister: 1965/66

Standard Lüttich
- Belgischer Meister (2): 1968/69, 1969/70

### In der Nationalmannschaft
- Goldmedaille Olympische Spiele: 1960
  - Vize-Europameister: 1960

## Auszeichnungen
- Torschützenkönig Europameisterschaft: 1960
- Torschützenkönig Olympische Spiele: 1960